# زبان ماری مرغزاری
زبان ماری مرغزاری یا ماری شرقی گونهٔ معیارشدهٔ زبان ماری می‌باشد. بیشترین گویشوران بدین زبان در روسیه می‌زیند. این زبان در کنار زبان‌های ماری تپه‌ای و روسی در جمهوری خودمختار ماری ال زبان رسمی می‌باشد.